# Wiktor Semjaschkin
Wiktor Semjaschkin (russisch Виктор Семяшкин, engl. Transkription Viktor Semyashkin; * 29. Dezember 1947) ist ein ehemaliger sowjetischer Mittelstreckenläufer.
Bei den Halleneuropameisterschaften 1971 in Sofia siegte in der 4-mal-800-Meter-Staffel die sowjetische Mannschaft in der Besetzung Walentin Taratynow, Stanislaw Meschtscherskich, Alexei Taranow und Semjaschkin und stellte dabei mit 7:17,8 min einen Hallenweltrekord auf.
1972 wurde Semjaschkin bei den Halleneuropameisterschaften in Sofia Siebter über 1500 Meter. Seine Bestzeit über diese Distanz von 3:40,6 min stellte er am 29. Mai 1975 in Sotschi auf.
| Personendaten    | Personendaten                        |
| ---------------- | ------------------------------------ |
| NAME             | Semjaschkin, Wiktor                  |
| ALTERNATIVNAMEN  | Семяшкин, Виктор; Semyashkin, Viktor |
| KURZBESCHREIBUNG | sowjetischer Mittelstreckenläufer    |
| GEBURTSDATUM     | 29. Dezember 1947                    |